# Smok
Smok (dragon en polonais) est un galion polonais, connu également sous le nom de Galion de Sigismond Auguste (galeon Zygmunta Augusta). C’est le premier navire de guerre construit pour la marine polonaise. Son nom est supposé parce qu'il est orné d'une figure de proue représentant un dragon. Il a été commandé avec deux autres unités par le roi Sigismond II Auguste pour constituer le noyau de la flotte polonaise.

## Histoire
Smok a été conçu par le maître-charpentier Domenico Zaviazello venu de Venise avec son aide Giocomo Salvadore. La construction est supervisée par Jan Bąkowski de la commission de la Marine. La quille est posée le 21 juin 1570 à Elbląg. Les travaux ont été interrompus pour l'hiver entre le 25 novembre 1570 et mars 1571. Le navire est lancé le 14 juin 1571. Bąkowski règle les comptes de la construction le 15 mars 1572. Au cours de cette période Zaviazello quitte la Pologne mais les travaux de finition sont poursuivis sous la direction de Salvadore. Pourtant Smok n'a jamais été achevé, probablement en raison de la mort de Sigismond II Auguste le 7 juillet 1572. Smok n'est pas équipé non plus de ses canons bien que ces derniers soient déjà achetés.
D'après une version le galion aurait été brûlé en 1577 lors de l'attaque de Gdańsk contre Elbląg. D'autres sources rapportent qu'il s'est abrité en amont de la rivière Elbląg et a échappé à la destruction. Smok a été finalement demonté entre 1584 et 1588.
 Les dimensions exactes, l'équipement ainsi que l'apparence de Smok sont inconnus.

## Plans et maquettes
- Plany Modelarskie nr 43 (3/1971)
- Mały Modelarz nr: 6/1972 , 1/1981 , 1-2/2000